# Melanzio di Rouen
Melanzio di Rouen (... – Rouen, 8 settembre 601) è stato un vescovo francese.

## Biografia
Melanzio fu coinvolto nell'esilio di Pretestato di Rouen voluto dalla regina Fredegonda, infatti occupò la cattedrale della diocesi di Rouen in un primo momento tra il 577 ed il 584, quando Pretestato fu richiamato dall'esilio grazie ad un concilio convocato da Gontrano. Nonostante la sua riabilitazione, Pretestato continuò a condannare apertamente Fredegonda per i suoi crimini. Esasperata, la regina lo fece assassinare nella cattedrale di Rouen mentre si preparava a celebrare la messa il 14 aprile del 586, domenica delle palme: all'assassinio prese parte anche Melanzio.
Resse la sede episcopale di Rouen dal 586 alla sua morte, l'8 settembre 601. Probabilmente fu sepolto nella cappella di Saint-Pierre, sulla quale fu costruita la chiesa abbaziale di Saint-Ouen; le sue reliquie entrarono in possesso dei monaci all'inizio del nono secolo.